# Théorie d'Onsager
La théorie d'Onsager a été élaborée en 1931 par Lars Onsager. C'est une théorie macroscopique du couplage linéaire de phénomènes irréversibles comme la conduction électrique et la diffusion thermique.
Cette théorie émet l'hypothèse qu'il existe une relation linéaire entre les courants volumiques et les forces thermodynamiques.
Cette hypothèse est parfois appelée « quatrième principe de la thermodynamique ».